# Maíz Verde de Oaxaca
El maíz Verde de Oaxaca es una variedad de maíz (Zea mays) originaria de México, concretamente del estado de Oaxaca, al Suroeste del país. 
Esta variedad ha sido cultivada por los pueblos mesoamericanos desde antes de la conquista española, especialmente los pueblos zapotecos, que la usan para elaborar su distintiva masa verde. Internacionalmente, este cultivar se conoce como 'Oaxacan Green'.

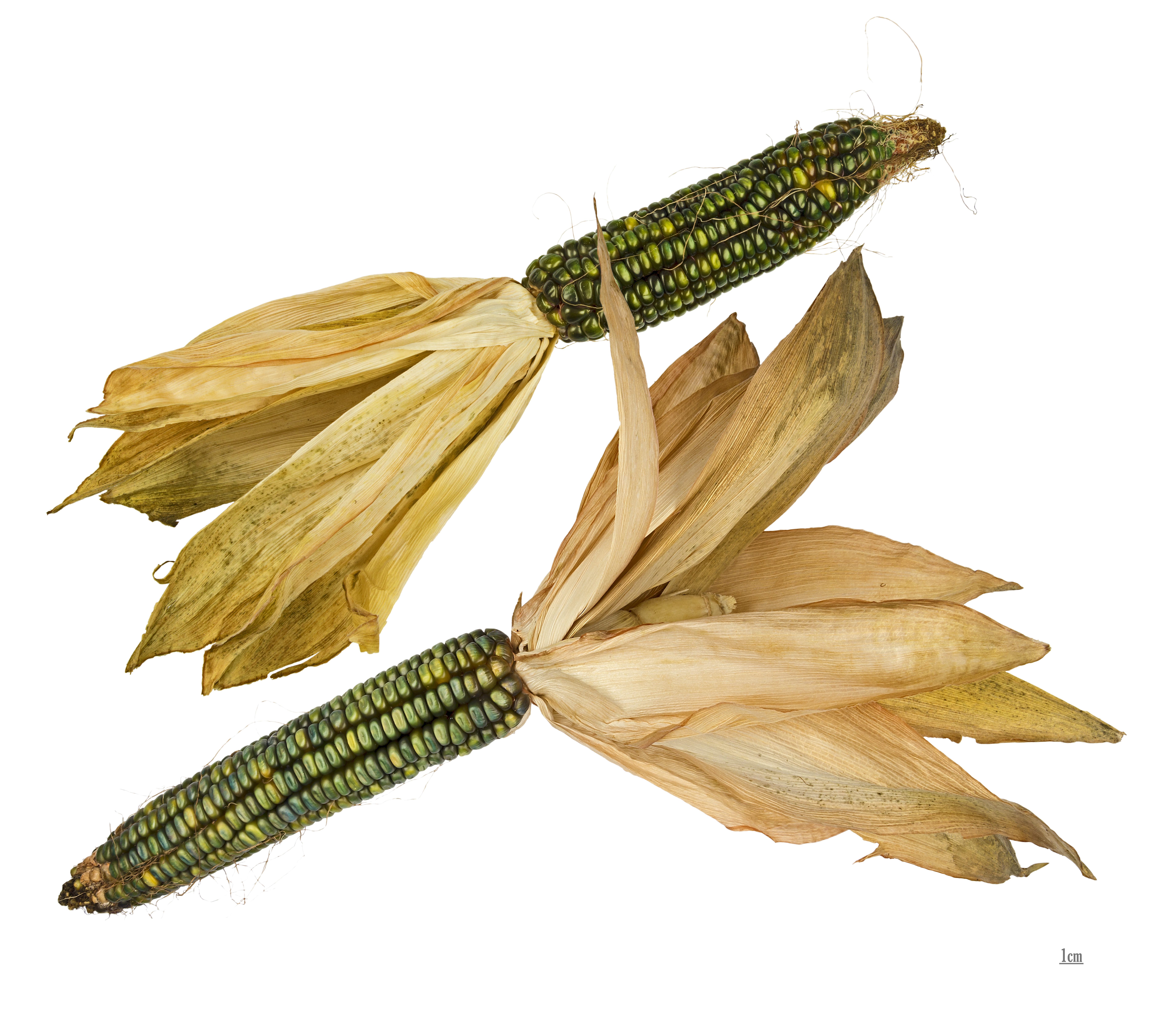
Maíz verde Oaxaqueño

## Características
La planta del maíz verde puede alcanzar los 2 m de altura, y producen mazorcas de 17 a 25 cm de largo. Los granos grandes tienen un exterior liso y brillante, con una característica abolladura causada por la deshidratación. El tono varía de amarillo bronce a verde esmeralda oscuro, generando coloridos degradados en la mazorca. 

## Uso culinario
Posee un rico sabor a nuez y una textura más mantecosa que otros maíces, aunque la calidad del grano también varía según factores como el cultivo o la erosión racial (cruce con otras variedades).
El maíz Verde de Oaxaca pertenece a la clase de maíces «de campo» o «indios». Al contrario que el maíz dulce, el maíz de campo posee un bajo contenido de azúcares y un alto contenido de almidón (fécula), lo que lo hace idóneo para nixtamalizar, molerlo en harina de maíz y con ella elaborar tortillas, jarabes, tamales y panes de maíz.